# La fiera dei sogni
La fiera dei sogni è stato un programma televisivo di intrattenimento trasmesso in prima serata sul Secondo Programma (l'attuale Rai 2) tra il 1963 e il 1966. La prima puntata fu trasmessa sabato 20 aprile 1963 e l'ultima puntata il 6 aprile del 1966.
Autori del programma erano Mike Bongiorno e Adolfo Perani. Registi furono Gianni Serra e Romolo Siena.

## Il quiz
Si trattava di un quiz in cui i concorrenti dovevano rispondere a domande riguardanti una materia a scelta oppure l'attualità: il vincitore poteva scegliere un premio a piacere per un valore che non superasse i 5.000.000 di lire.

## Conduzione
La trasmissione era condotta da Bongiorno con la collaborazione, via via, di varie vallette: Paola Penni, Alba Rigazzi, Gilda Giuffrida,  Didi Balboni, Milena Manni, Anna Identici, Anna Marchetti, Giulia Shell e Vanna Brosio.
L'orchestra che accompagnava e scandiva i tempi della trasmissione era diretta da Tony De Vita, all'esordio sul piccolo schermo proprio con questo programma; tra i cantanti fissi c'erano Sergio Renda, Franco Franchi, Angela e Wilma Roy.